# نيكو مانتل
نيكو مانتل (مواليد 6 فبراير 2000) هو لاعب كرة قدم ألماني يلعب كحارس مرمى في نادي ريد بل سالزبورغ.

## وصلات خارجية
- نيكو مانتل على موقع قاعدة بيانات كرة القدم.إي يو (الإنجليزية)
- نيكو مانتل على موقع Soccerway.com (الإنجليزية)
- نيكو مانتل على موقع عالم كرة القدم.نت (الإنجليزية)
- نيكو مانتل على موقع AS.com (الإسبانية)